# Jimmy Fitzmorris
James Edward „Jimmy“ Fitzmorris Jr.  (* 15. November 1921 in New Orleans, Louisiana; † 30. Juni 2021 in Slidell, Louisiana) war ein US-amerikanischer Politiker. Zwischen 1972 und 1980 war er Vizegouverneur des Bundesstaates Louisiana.

## Werdegang
Jimmy Fitzmorris absolvierte die Jesuit High School in New Orleans. Im Jahr 1940 begann er als Nachrichtenjunge für die Eisenbahngesellschaft Kansas City Southern (KCS) zu arbeiten. Zwischen 1942 und 1945 diente er während des Zweiten Weltkrieges in der US Army, in der er bis zum Major aufstieg. Er begann ein Studium an der Loyola University, das er aber nicht beendete. Im Jahr 1946 kehrte er zur KCS zurück, bei der er in der Verwaltung bis zum Vizepräsidenten aufstieg. Bis heute gehört er zu den Beratern dieses Unternehmens. Politisch schloss er sich der Demokratischen Partei an. Zwischen 1954 und 1966 saß er im Stadtrat von New Orleans. In den Jahren 1965 und 1969 kandidierte er erfolglos für das Amt des dortigen Bürgermeisters.
1971 wurde Fitzmorris an der Seite von Edwin Edwards zum Vizegouverneur von Louisiana gewählt. Dieses Amt bekleidete er nach einer Wiederwahl zwischen 1972 und 1980. Dabei war er Stellvertreter des Gouverneurs und bis 1974 Vorsitzender des Staatssenats. Nach einer Verfassungsreform im Jahr 1974 wurde die Personalunion zwischen dem Vizegouverneur und dem Senatspräsidenten abgeschafft. Seither wählt der Senat seinen eigenen Präsidenten unabhängig vom Vizegouverneur. Im Jahr 1979 scheiterte Fitzmorris in den Gouverneursvorwahlen seiner Partei. Danach klagte er erfolglos gegen den Ausgang dieser Vorwahl. Vier Jahre später, im November 1983, unterlag er in den Wahlen für sein altes Amt des Vizegouverneurs. Mit seiner 1995 verstorbenen Frau Gloria Lopez Fitzmorris hat er eine Tochter.